# Callopistria ouria
Callopistria ouria är en fjärilsart som beskrevs av Collenette 1929. Callopistria ouria ingår i släktet Callopistria och familjen nattflyn. Inga underarter finns listade i Catalogue of Life.